# Södra Stormyrtjärnen
Södra Stormyrtjärnen är en sjö i Ljusdals kommun i Hälsingland och ingår i Ljusnans huvudavrinningsområde. Sjön har en area på 0,0789 kvadratkilometer och ligger 467,9 meter över havet.

## Delavrinningsområde
Södra Stormyrtjärnen ingår i det delavrinningsområde (685850-146560) som SMHI kallar för Ovan Brännmyrb. Medelhöjden är 454 meter över havet och ytan är 18,91 kvadratkilometer. Räknas de 4 avrinningsområdena uppströms in blir den ackumulerade arean 39,13 kvadratkilometer. Loån (Hyttån) som avvattnar avrinningsområdet har biflödesordning 3, vilket innebär att vattnet flödar genom totalt 3 vattendrag innan det når havet efter 188 kilometer. Avrinningsområdet består mestadels av skog (65 procent) och sankmarker (25 procent). Avrinningsområdet har 0,08 kvadratkilometer vattenytor vilket ger det en sjöprocent på 0,4 procent.